# طلای سیاه (بازی)

## مقدمه
طلای سیاه، نخستین بازی استراتژی مدیریتی ایرانی است که شرکت رویاگران نرم‌افزار و بنیاد ملی بازی‌های رایانه‌ای تولید شده‌است. در این بازی، بازیکن به عنوان مدیری صنعتی، باید بر صنعت نفت کشور نظارت داشته باشد و با کشف کردن نفت، ایجاد پالایشگاه، پتروشیمی و کارخانه‌های گوناگون، کشورمان را در مسیر پیشرفت یاری دهد.
بازی در سال ۱۲۸۷، هم‌زمان با فوران نخستین چاه نفت ایران در مسجد سلیمان آغاز می‌شود. از همین زمان رشتهٔ امور به دست بازیکن سپرده می‌شود تا شرایط لازم برای استخراج نفت از این چاه را مهیا کند. این تنها آغاز مسیری طولانی و پرپیچ خم است که به توسعه و پیشرفت کنونی کشور می‌انجامد.

## استخراج، خط لوله و پالایشگاه
پس از استخراج نفت، باید آن را در انبار ذخیره کرد تا بتوان برای صادر کردن، به بندر انتقال داد؛ بنابراین بازیکن باید دست به کار ایجاد خط لولهٔ مسجد سلیمان-آبادان شود تا طلای سیاه کشورمان به بازارهای جهانی عرضه شود. اما صادرات نفت خام چندان طولانی نخواهد بود و به محض جمع‌آوری هزینهٔ لازم، باید تا سال ۱۲۹۱ نخستین پالایشگاه کشور در آبادان تأسیس شود.
از این‌جا به بعد، بازیکن با انتخاب‌های گوناگونی مواجه خواهد شد که هر یک می‌تواند تأثیر زیادی بر وضعیت سرمایه، صادرات و توسعه دادن شهرهای کشور داشته باشند. آیا تمام تولیدات را به خارج از کشور صادر کنم؟ آیا بهتر نیست بخشی از آن‌ها را با قیمت کم‌تر در شهرهای کشور به فروش برسانم و در عوض از مزایای حاصل از توسعهٔ آن‌ها بهره ببرم؟ آیا درآمد فعلی‌ام اجازه می‌دهد خط لوله‌ای طولانی به شهرهای مرکزی و شمالی کشور بکشم؟ چه مقدار از درآمد را صرف پژوهش و یافتن فناوری‌های جدید برای تولید محصولات جدید یا بهبود شرایط فعلی بکنم؟
این‌ها تنها چند نمونه از ده‌ها پرسشی است که بازیکن در بازی «طلای سیاه» با آن مواجه خواهد شد و باید با مدیریت صحیح خود، مشکلات را یکی یکی از سر راه بردارد و با گذر زمان، همراه با فناوری‌های روز گام بردارد.

### شهرها و نیروی کار
برای ایجاد ساختمان‌ها و انجام دادن تحقیقات، به نیروی کار احتیاج است. در بازی دو نوع نیروی کار متفاوت وجود دارد: تکنسین و متخصص. اما برای جذب نیروی کار، بازیکن باید به سراغ شهرهای کشور برود و در آن‌ها آموزشگاه و دانشگاه صنعت نفت بسازد. با این کار، شهروندان با تحصیل در این مکان‌های آموزشی، به نیروی کار فعال بدل خواهند شد و بازیکن می‌تواند از آن‌ها برای ایجاد صنایع جدید یا پژوهش در زمینهٔ مورد نظرش، استفاده کند.
به این ترتیب یکی از جذاب‌ترین بخش‌های بازی، که تعامل بازیکن با شهرهای گوناگون کشور است، شکل می‌گیرد. در «طلای سیاه»، موفقیت بازیکن با پیشرفت شهرها عجین شده‌است و بدون توجه به توسعهٔ کشور، موفقیت چندانی حاصل نخواهد شد. هر یک از شهرها، نیازمندی‌های مرتبط با نفت خاصی دارند که اگر بازیکن بتواند تمام آن‌ها را برآورده کند، ارتقای سطح پیدا می‌کنند. هرچه سطح پیشرفت شهر بالاتر باشد، تعداد نیروی متخصصی که در آموزشگاه‌های آن شهر پرورش می‌یابند بیش‌تر خواهد بود. ضمن اینکه شهر توسعه‌یافته، بازار بهتر و پرتقاضاتری برای محصولات نفتی بازیکن خواهد بود؛ بنابراین بازیکن باید به مرور با شهرهای مختلف ارتباط برقرار کند و تلاش کند تا با تأمین کردن نیازهای آن‌ها، بازار قدرتمندتری به دست آورد.

### پژوهش
بخش جذاب دیگری از بازی که بازیکنان زمان زیادی را در تعامل با آن خواهند گذراند، «پژوهش» است. نیروهای متخصص بازیکن به مرور زمان و بر اساس مکانیزمی خاص، تولید علم می‌کنند. سپس بازیکن می‌تواند با استفاده از این میزان علم تولید شده، فناوری‌های گوناگونی را به دست آورد.
نمودارهای پژوهش در «طلای سیاه» به شکل شاخه‌ای است. یعنی هر گروه از فناوری‌های متفاوت- به عنوان مثال، حمل و نقل، توسعهٔ شهری، محصولات جدید، استخراج نفت در خشکی، استخراج نفت در دریا و … - نمودار شاخه‌ای خاص خود را دارند. در نمودار شاخه‌ای، بازیکن با خریدن فناوری، به فناوری‌های پایین‌تر دسترسی خواهد داشت. به این ترتیب بازیکن باید متناسب با استراتژی خود، فناوری‌های خاصی را به دست آورد تا اوضاع خود را بهبود ببخشد.
پس از رسیدن شهرها به سطح پیشرفت خاص، محصولات اولیه دیگر پاسخگوی نیازهای آن‌ها نخواهند بود؛ بنابراین بازیکن کمکم باید به فکر دست یافتن به فناوری‌های لازم برای تولید محصولات گوناگون مرتبط با نفت باشد تا بتواند با ایجاد کارخانه‌ها و واحدهای تولیدی، محصولات تازه‌ای هم‌چون روغن خودرو، روغن صنعتی، کود کشاورزی، چسب، رنگ، محصولات پلاستیکی، نخ مصنوعی و … تولید کند. تولید این محصولات به معنی دست‌یابی به بازارهای جدید، درآمد بالاتر و امکان کمک به شهرها برای توسعهٔ بیش‌تر است.

### مراحل بازی و مأموریت‌ها
بخش اصلی این بازی به صورت مرحله‌ای انجام می‌شود و اتفاقات هر مرحله در بخش خاصی از کشور رخ می‌دهد. در سناریوی «طلای سیاه» تلاش شده‌است مهم‌ترین حوادث مرتبط با صنعت نفت، و برخی حوادث که در تاریخ ایران و جهان رخ داده‌اند، در گیم‌پلی بازی نقشی را ایفا نمایند. به عنوان مثال، مرحله‌ای از بازی که در زمان وقوع جنگ ایران و عراق رخ می‌دهد، شرایط خاص دوران جنگ را دارد. در این مرحله، وظیفهٔ بازیکن بیش‌تر تأمین سوخت مورد نیاز برای شهرهای مرزی کشور است و صادرات نفت به دلیل وقوع جنگ و نیازهای داخلی، بسیار کاهش خواهد یافت. ضمن اینکه ظرفیت پالایشگاه‌ها با توجه به حملات دشمن افت محسوسی خواهند داشت.
در هر مرحله، چندین مأموریت گنجانده شده‌است که بازیکن برای به پایان رساندن مرحله، باید آن‌ها را با موفقیت انجام دهد. در طراحی این مأموریت‌ها نیز تلاش شده‌است برخی حوادث واقعی تاریخ کشور بازسازی و به دست بازیکن انجام شوند تا بازیکنان ضمن لذت بردن از بازی و انجام دادن مأموریت‌های کلیدی، با بخشی از تاریخ صنعت نفت کشور آشنا شوند.

## پوستر طلای سیاه

پوستر بازی طلای سیاه.